# Marcellino (magister officiorum)
Marcellino (in latino Marcellinus; ... – 28 settembre 351) è stato un funzionario romano sotto l'imperatore Costante I e l'usurpatore Magnenzio.
Prese parte all'usurpazione di Magnenzio contro Costante, e lo sostenne fino alla battaglia finale contro Costanzo II, in cui morì.

## Biografia
Marcellino fu un funzionario di alto rango dell'amministrazione di Costante I, figlio di Costantino I e imperatore della parte occidentale dell'impero romano alla morte del padre e del fratello Costantino II. Costante non era molto amato dai suoi sudditi, e venne rovesciato dalla sollevazione dell'usurpatore Magnenzio, suo magister militum (generale in capo).
Marcellino, che era comes rerum privatarum di Costante, giocò un ruolo importante nella rivolta di Magnenzio. Il 18 gennaio 350, ad Augustodunum, Marcellino organizzò una festa in occasione del compleanno dei propri figli, alla quale invitò molti dei funzionari e degli ufficiali superiori presenti in città. Durante la festa, Magnenzio finse di interpretare una rappresentazione teatrale, e si rivestì degli indumenti imperiali, facendosi chiamare augusto (imperatore) dagli ufficiali presenti. Le truppe presenti, sentendo le acclamazioni dei propri ufficiali, credettero che i comandanti stessero organizzando un colpo di Stato contro Costante, e sostennero l'elevazione di Magnenzio a imperatore. L'usurpatore ordinò la morte di Costante, e divenne l'unico signore della parte occidentale dell'impero, in opposizione all'ultimo figlio di Costantino, Costanzo II, imperatore della parte orientale.

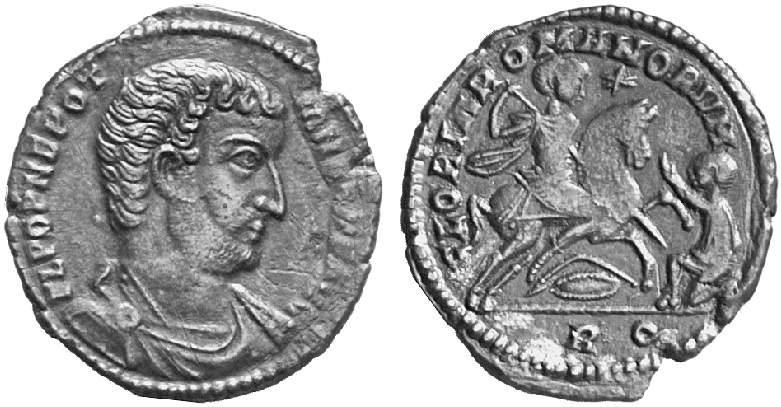
Moneta di Nepoziano, membro della dinastia costantiniana che si ribellò a Magnenzio, occupando la città di Roma. L'avventura di Nepoziano terminò rapidamente, quando Marcellino riconquistò la città e mise a morte Nepoziano e sua madre Eutropia.

Marcellino ricoprì la carica di magister officiorum di Magnenzio. Tra i suoi incarichi vi fu quello di sedare la rivolta di Nepoziano, un parente di Costantino che aveva preso il controllo di Roma (3 giugno 350). Marcellino raggiunse l'antica capitale dell'impero con un esercito, e sconfisse rapidamente l'usurpatore (30 giugno 350), riconquistando la città e mandando a morte sia Nepoziano che sua madre Eutropia, sorellastra di Costantino I.
I rapporti tra Magnenzio e Costanzo II degenerarono rapidamente; vi fu un tentativo di abboccamento: Marcellino andò ad incontrare l'ambasciatore di Costanzo, Flavio Filippo, e lo scortò da Magnenzio, ma l'ambasciata fallì. Gli eserciti romani di Costanzo e Magnenzio si affrontarono nella battaglia di Mursa Major (28 settembre 351), che segnò la sconfitta di Magnenzio. Fu in questa occasione che Marcellino scomparve, probabilmente ucciso in battaglia.

### Fonti primarie
- Aurelio Vittore, Epitome de Caesaribus.
- Zosimo, Historia Nova.

### Fonti secondarie
- John Morris, Arnold Hugh Martin Jones e John Robert Martindale, The prosopography of the later Roman Empire, Cambridge University Press, 1992,  p. 546, ISBN 0-521-07233-6.